# 石田弥治郎
石田 弥治郎 （いしだ やじろう、生年不詳 - 元亀3年2月25日 （1572年4月7日））は戦国時代の武士。石田正継の長男。

## 人物
『霊牌日鑑』（石田重家著）に「為成ノ息、弥治郎ト称ス。元亀三年壬申二月二十五日卒、弥天正宗居士」とあり、元亀3年（1572年）に死去したことがわかる。
元亀3年には末子の三成は13歳であるため、弥治郎は17-8の年齢で早逝したと考えられる。戒名の「弥天正宗居士」から考えても元服の年齢を過ぎていたこととなる。